# La Luz, Comapa
La Luz är en ort i Mexiko.   Den ligger i kommunen Comapa och delstaten Veracruz, i den sydöstra delen av landet, 260 km öster om huvudstaden Mexico City. La Luz ligger 427 meter över havet och antalet invånare är 167.
Terrängen runt La Luz är huvudsakligen platt, men åt nordost är den kuperad. Terrängen runt La Luz sluttar brant österut. Runt La Luz är det ganska tätbefolkat, med 52 invånare per kvadratkilometer. Närmaste större samhälle är Paso del Macho, 17,5 km sydväst om La Luz. Omgivningarna runt La Luz är en mosaik av jordbruksmark och naturlig växtlighet.